# Tipula bispathifera
Tipula bispathifera is een tweevleugelige uit de familie langpootmuggen (Tipulidae). De soort komt voor in het Oriëntaals gebied.
De wetenschappelijke naam voor de soort werd voor het eerst geldig gepubliceerd in 1960 door Evgeniy Nikolaevich Savchenko.